# Open the Door
Open the Door es el tercer y último álbum de estudio hasta la fecha del músico británico Roger Hodgson, publicado en 2000. El disco, su tercer trabajo de estudio y el último hasta la fecha, fue grabado en su mayoría en Francia con músicos franceses como banda de respaldo, convirtiéndose en su primer disco grabado parcialmente fuera de los Estados Unidos.
El álbum volvió a contar con la colaboración del vocalista y guitarrista de Yes, Trevor Rabin, quien contribuyó cantando los coros en la canción «The More I Look», y con Alan Simon, con quien Hodgson colaboró años antes en el álbum Excalibur: La légènde des Cèltes. Por otra parte, la canción «Showdown» fue interpretada en directo por Hodgson desde 1996 y una versión en directo fue publicada en el álbum Rites of Passage.

## Lista de canciones
Todas las canciones escritas y compuestas por Roger Hodgson excepto donde se anota. 
| N.º | Título                                      | Duración |  |
| 1.  | «Along Came Mary»                           | 6:24     |  |
| 2.  | «The More I Look»                           | 4:57     |  |
| 3.  | «Showdown»                                  | 5:20     |  |
| 4.  | «Hungry»                                    | 4:27     |  |
| 5.  | «The Garden»                                | 2:15     |  |
| 6.  | «Death and a Zoo»                           | 7:32     |  |
| 7.  | «Love Is a Thousand Times»                  | 3:30     |  |
| 8.  | «Say Goodbye»                               | 3:57     |  |
| 9.  | «Open the Door»                             | 8:55     |  |
| 10. | «For Every Man» (Roger Hodgson, Alan Simon) | 4:43     |  |

## Personal
- Roger Hodgson: voz, guitarra, guitarra de doce cuerdas, teclados, armonio, piano, órgano, harpsichord y bajo.
- Alan Simon: armónica y bodhrán.
- Loïc Ponthieu: batería.
- Laurent Verneret: bajo.
- Denis Banarrosh: percusión.
- Gerry Conway: batería y percusión.
- Christophe Negre: saxofón.
- Bruno Le Rouzic: gaita.
- Pascal Martin: uilleann pipes.
- Arnaud Dunoyer: órgano Hammond.
- Jean Louis Roques: acordeón.
- Jean Pierre Meneghin: batería.
- Gurvan Houdayer: batería.
- Marco Canepa: código morse.
- Trevor Rabin: guitarra eléctrica, teclados y coros.
- Olivier Rousseau: piano.
- Didier Lockwood: violín.
- Jean-Jacques Milteau: armónica.
- Claude Samard: banjo, dobro, bouzouki y pedal steel guitar.
- Dominique Regef: rabel y zanfona.
- Jeff Phillips: batería.
- Alan Thomson: bajo.
- Zdenek Rys: oboe.
- Pavel Belohlavek: chelo.
- Michel Gaucher: flauta.
- Manuel Delgado: guitarra española y palmas.
- Dan Ar Braz: guitarra rítmica.
- Ilana Russell, Sierrah Dietz, Justine Black, Molly Katwman: coro infantil.

## Posición en listas
| País     | Lista                | Posición |
| -------- | -------------------- | -------- |
| Alemania | Media Control Charts | 74       |
| Francia  | SNEP Albums Chart    | 30       |
| Suiza    | Swiss Albums Chart   | 33       |